# Урочище «Нетреба» (пам'ятка природи)
Урочище «Нетре́ба» — ботанічна пам'ятка природи загальнодержавного значення в Україні. Розташована в межах Сарненського району Рівненської області, на північний схід від села Нетреба. 
Площа 52 га. Статус присвоєно згідно з розпорядженням РМ УРСР № 780-р від 14.10.1975 року (зі змінами рішення облвиконкому № 98 від 18.06.1991 року). Перебуває у віданні ДП «Рокитнівський лісгосп» (Борівське лісництво, кв. 5, вид. 1, 1.1). 
Охороняються рідкісні для Українського Полісся чисті дубові насадження. У підліску переважає реліктовий вид — рододендрон жовтий. Основу травостою становлять бореальні лісові види. Є насадження інтродуцентів — модрини сибірської та ялівцю віргінського.